# 奧蘭熱角國家公園

3°42′14″N 51°24′22″W / 3.704°N 51.406°W
奧蘭熱角國家公園（葡萄牙語：Parque Nacional do Cabo Orange），是巴西的國家公園，位於該國北部阿馬帕州，成立於1980年7月15日，佔地65.7萬公頃，覆蓋卡爾索埃內和奧亞波基部分地區。